# Seznam avstralskih sodnikov
Seznam avstralskih sodnikov.

## A
- Thomas à Beckett
- William à Beckett
- Austin Asche

## B
- Redmond Barry
- Bob Bellear
- John Jefferson Bray
- Diana Bryant
- Terence Cole
- Xavier Connor

## E
- Norman Ewing

## G
- Greg James

## H
- Catherine Holmes

## J
- John Doyle (odvetnik)

## K
- David Kirby (odvetnik)

## M
- John Madden (pravnik)
- Brian Ross Martin
- Roma Mitchell
- Samuel James Mitchell
- George Fletcher Moore

## S
- Kim Santow

## T
- James Burrows Thomas

## W
- Marilyn Warren
- Samuel Way